# V 노블
V노블은 도서출판 길찾기(이미지프레임)의 라이트노벨 레이블로 V는 VICTORY와 VERSUS의 V이다. 블로그를 통해 신간을 발표한다. 2013년 8월 첫 작품을 발매했으며 책은 보통 월말에 발매된다.

## 작품 목록

### 대한민국 작가
- 강철의 누이들 / 윤민혁 / 박성규 / 4권
- 마리얼레트리 / 오소리 / 유나물 / 4권,3.5권
- 섹시해요! 여간부님 - 육전기신 노스트라다 외전 / 김삼쇄 / 버쳐보이 / 1권
- 던전의 주인님 / 박제후 / PIRATA / 3권
- 가출천사 육성계약 / 박제후 / ICE / 5권
- 이 세계 요리를 위한 레시피 / 이시하 / ODIBL / 2권
- 왕립육군 로빈중대 / 납자루 / 노가미 타케시 / 2권
- 종언의 나이트메어 / 다히미아기 / Bae.c / 3권

### 일본 작가
- 이상적인 기둥서방 생활 / 와타나베 츠네히코 / 아야쿠라 쥬 / 12권
- 마법소녀 육성계획 / 엔도 아사리 / 마루이노 / 권
- 그녀를 말로 이기는 건 아마도 무리 / 우레마 쇼지 / 시라비 / 2권
- 나는 린 / 제유인 / 모리치카 / 2권
- 파나티아 이담 - 영웅의 판도라 / 타케오카 하즈키 / 루나 / 3권
- 미래/커피 그녀의 사랑 / 치토세 아야 / 아마가이타로 / 1권
- 어느 날 폭탄이 떨어져서 / 후루아시 히데유키 / 히가 유카리
- 이계의 마술사 / 히로 텐키 / miogrobin
- 보육 기사와 몬스터 소녀들 / 카미아키 마사후미
- 부활했더니 레벨1이었으므로, 살아남기 위해 영웅소녀를 꼬시기로 했습니다. / 히비키 유
- 엘프X비키니X머신건 / 카미노 오키나
- 너무 가까운 그들의, 17세의 먼 관계 / 쿠도 유
- 언니와 여동생의 속옷사정 / 유즈모토 하루토
- 이웃집 마왕 / 유기노시타 나치
- 노블 위치스 / 난보 히데히사
- 오이렌 슈피겔 / 우부카타 토우

### 완결
- 걸즈 앤 판처 / 히비키 유 / 시마다 후미카네, 쿄고쿠 신 / 3권
- 초차원게임 넵튠 하이스쿨 / 오카즈 / 트나코, 우리모 / 5권

### 브이플러스
- 마술사 오펜 / 아키타 요시노부 / 쿠사카 유야 / 9권
- 울려라 유포니엄 / 타케다 아야노 / 아사다 닛키 / 2권
- 책벌레의 하극상 / 카즈키 미야 / 시이나 유우
  - 1부 3권
  - 2부 4권
  - 3부 5권
  - 4부 8권
  - 오피셜 팬북
- 가든 로스트 / 쿄고쿠 이즈키
- 납골당의 어린왕자 / 퉁구스카 / 11권
- 선녀와 요괴, 그리고 나 / 덕우
- 헌티드 시티 / 글쓰는 기계 / 2권
- 강철의 소드마스터 / 달핑공자 / 4권
- 신화 속 무법자 / 박제후 / 2권
- FFF급 관심용사 / 파르나르 / 1권
- 영웅으로 레벨업 / 달필공자 / 3권

### 완결
- 피도 눈물도 없는 용사 / 박제후 / 6권
- 길티기어 비긴 / 네기시 카즈마